# Acrolepia
Acrolepia is een geslacht van vlinders uit de familie parelmotten (Glyphipterigidae), onderfamilie Acrolepiinae.

## Soorten
- Acrolepia afghanistanella
- Acrolepia aiea
- Acrolepia albicomella
- Acrolepia aleuritis
- Acrolepia amseli
- Acrolepia arnicella
- Acrolepia artemisiella
- Acrolepia asiatica
- Acrolepia assectella
- Acrolepia aureella
- Acrolepia aureonigrella
- Acrolepia autumnitella - Bitterzoetmot
- Acrolepia beardsleyi
- Acrolepia betulella
- Acrolepia brevipennella
- Acrolepia bythodes
- Acrolepia canachopis
- Acrolepia cariosella
- Acrolepia caucasica
- Acrolepia cestrella
- Acrolepia chalarodesma
- Acrolepia chalcolampra
- Acrolepia chariphanes
- Acrolepia chirapanthui
- Acrolepia christophi
- Acrolepia clavivalvatella
- Acrolepia conchitis
- Acrolepia corticosa
- Acrolepia delta
- Acrolepia deltoides
- Acrolepia dioscoreivora
- Acrolepia eglanteriella
- Acrolepia elaphrodes
- Acrolepia exsuccella
- Acrolepia falkneri
- Acrolepia gelida
- Acrolepia glaseri
- Acrolepia granitella
- Acrolepia halosema
- Acrolepia halosticta
- Acrolepia hemiglypha
- Acrolepia hoenei
- Acrolepia honorata
- Acrolepia incertella
- Acrolepia issikiella
- Acrolepia japonica
- Acrolepia jaspidata
- Acrolepia kasyi
- Acrolepia leucoscia
- Acrolepia longipennella
- Acrolepia macedonica
- Acrolepia maculella
- Acrolepia manganeutis
- Acrolepia marcidella
- Acrolepia marmaropis
- Acrolepia mixotypa
- Acrolepia moriuti
- Acrolepia nephelota
- Acrolepia niphosperma
- Acrolepia nitrodes
- Acrolepia nodulata
- Acrolepia nothocestri
- Acrolepia occidentella
- Acrolepia orchidophaga
- Acrolepia orientella
- Acrolepia oxyglypta
- Acrolepia pappella
- Acrolepia paradoxa
- Acrolepia perlepidella
- Acrolepia persimilis
- Acrolepia peyerhimoffella
- Acrolepia poliopis
- Acrolepia postmacula
- Acrolepia prasinaula
- Acrolepia pulicariae
- Acrolepia pygmaeana
- Acrolepia rejecta
- Acrolepia reticulosa
- Acrolepia rungsella
- Acrolepia sapporensis
- Acrolepia seraphica
- Acrolepia sibirica
- Acrolepia sinense
- Acrolepia solidaginis
- Acrolepia suzukiella
- Acrolepia syrphacopis
- Acrolepia tauricella
- Acrolepia tharsalea
- Acrolepia trapezopa
- Acrolepia unicolor
- Acrolepia ursinella
- Acrolepia ussurica
- Acrolepia valeriella
- Acrolepia vesperella
- Acrolepia volgensis
- Acrolepia wolfschlaegeri
- Acrolepia xiphias
- Acrolepia xylophragma